# Jules de Swert
Jules de Swert, nascut Pierre-Julien (Jules) De Swert (Lovaina, 1843 - Oostende, 24 de febrer de 1891) fou un violoncel·lista i compositor belga.
Als deu anys fou admès en el Conservatori de Brussel·les, després de diverses audicions en públic. Hi va estudiar violoncel amb Adrien-François Servais. Hi va demostrar disposicions sorprenents, que després no va desmentir, ja que als quinze anys (1858) hi va obtenir el primer premi. D'allà sortí per recórrer arreu d'Europa donant concerts que causaren gran admiració, i, per fi, s'establí a Düsseldorf com a violoncel·lista i mestre de concerts. Més tard se'n va anar cap a Weimar i després a Berlín. Nomenat simultàniament el 1888 director de l'Escola de Música d'Oostende i professor del Conservatori de Gant i de Bruges, optà pel primer lloc.
Va compondre tres concerts per a violoncel; transcripcions per a violoncel i piano; una simfonia, i les òperes Die Albigenser (Wiesbaden, 1876) i Graf Hammerstein (Magúncia, 1884).